# Malone-Porter
Malone-Porter war ein Census-designated place (CDP) im Grays Harbor County im Bundesstaat Washington (Vereinigte Staaten). Beim United States Census 2000 hatte der Ort 473 Einwohner. Im Zuge des Census 2010 wurde der CDP in die beiden Orte Malone und Porter aufgesplittet.

## Geographie
Nach Angaben des United States Census Bureaus hat der CDP eine Fläche von 27,3 km², alles Land.

## Demographie
Zum Zeitpunkt des United States Census 2000 bewohnten 473 Personen den Ort. Die Bevölkerungsdichte betrug 17,3 Personen pro km². Es gab 194 Wohneinheiten, durchschnittlich 18,4 pro km². Die Bevölkerung von Malone-Porter bestand zu 90,7 % aus Weißen, 0,85 % Native American, 0,21 % Asian, 1,06 % gaben an, anderen Rassen anzugehören und 7,19 % nannten zwei oder mehr Rassen. 6,77 % der Bevölkerung erklärten, Hispanos oder Latinos jeglicher Rasse zu sein.
Die Bewohner von Malone-Porter verteilen sich auf 172 Haushalte, von denen in 37,8 % Kinder unter 18 Jahren lebten. 61 % der Haushalte stellten Verheiratete, 6,4 % hatten einen weiblichen Haushaltsvorstand ohne Ehemann und 27,9 % bildeten keine Familien. 20,9 % der Haushalte bestanden aus Einzelpersonen und in 7 % aller Haushalte lebte jemand im Alter von 65 Jahren oder mehr alleine. Die durchschnittliche Haushaltsgröße betrug 2,75 und die durchschnittliche Familiengröße 3,23 Personen.
Die Bevölkerung verteilte sich auf 29,6 % Minderjährige, 6,8 % 18–24-Jährige, 29,2 % 25–44-Jährige, 24,5 % 45–64-Jährige und 9,9 % im Alter von 65 Jahren oder mehr. Das Durchschnittsalter betrug 36 Jahre. Auf jeweils 100 Frauen entfielen 97,9 Männer. Bei den über 18-Jährigen entfielen auf 100 Frauen 99,4 Männer.
Das mittlere Haushaltseinkommen in Malon-Porter betrug 37.875 US-Dollar und das mittlere Familieneinkommen erreichte die Höhe von 43.036 US-Dollar. Das Durchschnittseinkommen der Männer betrug 32.266 US-Dollar, gegenüber 27.768 US-Dollar bei den Frauen. Das Pro-Kopf-Einkommen in diesem CDP war 15.434 US-Dollar. 8,7 % der Bevölkerung und 9,1 % der Familien hatten ein Einkommen unterhalb der Armutsgrenze, davon waren 9,5 % der Minderjährigen und niemand der Altersgruppe 65 Jahre und mehr betroffen.